# تنظيف عميق (كوفيد-19)
التنظيف العميق في سياق جائحة كوفيد-19 يعني التطهير والتنظيف المنهجي الغير معتاد (مثل تنظيف الأشياء التي لم يكن يتم تنظيفها أو زيادة تنظيف الأشياء التي كان يتم تنظيفها). يمكن أن تعني أشياء مختلفة ، اعتمادًا على الصناعة. قد تختلف المعايير من ولاية قضائية إلى أخرى، على سبيل المثال: تختلف القواعد الإرشادية لهيئة الخدمات الصحية الوطنية في بريطانيا في ما يخص دور رعاية المسنين  عن توصيات مركز مكافحة الأمراض والوقاية منها في الولايات المتحدة الأمريكية حول:"آلية التنظيف والتطهير". كما أنشأت وكالة حماية البيئة صفحة ويب خاصة بـكوڤيد والتي يتم فيها سرد مطهرات مبيدات الآفات الخاصة بالأمراض  ، كما أنشأت صفحة ويب حول "إرشادات للتنظيف والتعقيم" في سياق خطة أبريل 2020 المسماة "فتح أمريكا مرة أخرى.
في بعض الولايات القضائية، يجب إجراء التنظيف العميق بواسطة موظفين يتم تدريبهم على استخدام معدات الحماية الشخصية المناسبة.

## خاص بالصناعة

### الخطوط الجوية
كانت خطوط دلتا الجوية قد تطورت بالفعل بحلول منتصف مارس 2020 إجراء تعفير "لرش رذاذ من المطهر على جميع الأسطح التي بداخل الطائرة لكل الرحلات التي تأتي عبر المحيط الهادئ وتصل إلى الولايات المتحدة وعلى الرحلات القادمة من إيطاليا التي تهبط في بعض المطارات الأمريكية. وتخطط لتمديد الإجراء، كما يقول موقعها على الإنترنت، إلى الرحلات الجوية التي تأتي عبر المحيط الأطلسي من المناطق التي تم الإبلاغ عن حالات كوفيد-19 فيها.
قالت خطوط ساوث ويست الجوية في مارس 2020 أنها "تستخدم الآن مطهرًا بمستوى الموجود بالمستشفيات في جميع أنحاء الطائرة أثناء التنظيف طوال الليل بدلاً من ممارستها السابقة المتمثلة في استخدام ذلك المطهر فقط في مناطق محددة مثل دورة المياه.

### الخطوط البحرية
وضعت خطوط كارنيفال البحرية إجراءً ليليًا "التنظيف العميق والتطهير [إجراء] يتم إجراؤه باستخدام تطبيقات الكهرباء السكونية من خلال آلات متخصصة في المناطق العامة التي تشهد حركة مرور كبيرة (بما في ذلك جميع المطاعم، مركز اللياقة البدنية، المنتجع الصحي، مناطق السباحة على سطح السفينة، المتنزه البحري، كازينو، مركز طبي، دورات مياه عامة، صالات الاستراحة، بارات، ردهات، مصاعد، أتريوم، مراكز أنشطة شبابية، أروقة وجميع مناطق الطاقم العامة).